# La Commedia dell'Arte
La Commedia dell'Arte és un quadre del pintor de Mataró Marià Andreu i Estany realitzat l'any 1926. La pintura fou cedida al Centre de Documentació i Museu de les Arts Escèniques per a formar part del fons pictòric fins que el 2009 es va cedir al Museu Nacional d'Art de Catalunya (MNAC) en comodat durant un període de dos anys. Finalment, fou retornat al Centre de Documentació i Museu de les Arts Escèniques (MAE) el 31 de gener de 2011
El títol de l'obra fa referència a un tipus de teatre professional que aparegué el Cinquecento a Itàlia i ràpidament es va difondre per tot Europa. El seu nom, on "Arte" té el significat medieval d'ofici, distingia el teatre d'actors professionals d'aquell fet per literats, cortesans o dels autes sacramentals. Les companyies professionals estaven compostes per artistes i acròbates ambulants. No s'interpretaven textos d'autor sinó que es representaven esdeveniments inspirats en la realitat quotidiana, enriquits amb números acrobàtics, danses i cants. Carlo Goldoni va donar un nou aire a la commedia dell'arte, en el segle xviii, quan es trobava en una situació decadent. Goldoni va obligar els actors a interpretar un text escrit, va renunciar a les bufoneries fàcils i va eliminar gradualment les màscares tot conferint-los una individualitat més marcada. Va transformar la commedia dell'arte en una comèdia de caràcters i va inserir l'acció dins del compacte teixit social de la classe burgesa mercantil.